# Пери Хол (Мериленд)
Пери Хол (енгл. Perry Hall) насељено је место без административног статуса у америчкој савезној држави Мериленд.

## Демографија
По попису из 2010. године број становника је 28.474, што је 231 (-0,8%) становника мање него 2000. године.
| Група             | 2000.          | 2010.          |
| Белци             | 25.197 (87,8%) | 22.127 (77,7%) |
| Афроамериканци    | 1.299 (4,5%)   | 2.731 (9,6%)   |
| Азијати           | 1.459 (5,1%)   | 2.327 (8,2%)   |
| Хиспаноамериканци | 430 (1,5%)     | 755 (2,7%)     |
| Укупно            | 28.705         | 28.474         |